# Onofre Pelechá
Onofre Pelechá fue un presbítero y astrónomo español de últimos del siglo XVI y principios del XVII, nacido en Valencia.
Fue catedrático de astrología en aquella Universidad y tuvo fama de ser muy acertado en sus predicciones meteorológicas.

## Obra
Escribió:
- Tablas astronómicas y argolísticas para averiguar el punto del Zodiaco de donde viene la dirección de las natividades
- Libro segundo del juicio de las natividades
- Discurso de la naturaleza, causas y efectos de los cometas: primero en general, después en particular de los que se han visto en el año 1618, conforme la opinión vulgar de los filósofos y astrólogos y verdadera de San Juan Damasceno (Valencia, 1619)